# Giampiero Betello
Giampiero Betello (Roma, 11 gennaio 1935 – Roma, 14 gennaio 2024) è stato un calciatore italiano, di ruolo centrocampista.

## Carriera
Giocò in Serie A con le maglie di Roma (2 presenze), Palermo (nella stagione 1956-1957, in prestito dai giallorossi, con 9 presenze) e Napoli (con 19 presenze e un gol).
Chiuse la carriera con Brescia ed Empoli.